# 黄斑普提鱼
黄斑普提鱼（学名：Bodianus leucostictus）为隆头鱼科普提鱼属的鱼类，俗名黄斑狐鲷。分布于台湾岛等。该物种的模式产地在毛里求斯。